# Kaliště
Kaliště és una vila i municipi a prop de Humpolec, a Okres Pelhřimov, a la regió de Vysočina, de la República Txeca. La seva població és de 330 habitants.
La vila és esmentada per primera vegada com a propietat del Capítol de Vyšehrad el 1318. El poble és sobretot conegut per ser el lloc de naixement del compositor Gustav Mahler.